# Nokia Lumia 525
Nokia Lumia 525 — смартфон із серії Lumia, розроблений компанією Nokia. Апарат працює під управлінням Windows Phone 8 і є смартфоном середнього рівня.

## Характеристики смартфону
- Основна камера: 5.0Мпікс
- Розмір екрану: 4
- Технологія сенсорного екрану: Високочутливий сенсорний екран
- Оперативна пам'ять: 1 ГБ
- Диск: 8ГБ
- Назва процесора: Qualcomm Snapdragon™ S4

Розміри
- Довжина: 119,9 мм
- Ширина: 64 мм
- Товщина: 9,9 мм
- Вага: 124 г

Операційна система
Версія ПЗ: Windows Phone 8.1 із Lumia Cyan
Процесор
- Назва CPU: Qualcomm Snapdragon™ S4
- Кількість ядер: Двоядерний
- Тактова частота процесора: 1000 МГц

Дисплей
- Розмір дисплею: 4
- Роздільна здатність дисплею: «WVGA» (800 x 480)
- Кольори екрану: Високоякісна передача кольорів (24-bit/16M)
- Функції дисплею: Регулювання яскравості, Датчик орієнтації пристрою, «Lumia Color profile» (колірний профіль)
- Щільність пікселів: 235 пікселів/дюйм
- Технологія дисплею: «IPS LCD»
- Тип сенсорного дисплея: Суперчутливий сенсорний екран

Пам'ять
- Зберігання даних користувача: На пристрої, Пам'ять, Хмарний накопичувач «OneDrive»
- ОЗП: 1 ГБ
- Вбудована пам'ять: 8 ГБ
- Максимальний об'єм карти розширення пам'яті: 64 ГБ
- Тип картки для розширення пам'яті: «MicroSD»
- Об'єм безкоштовного віддаленого накопичувача: 15 ГБ